# Margareta Andrén-Rasmuson
Agnes Hilma Margareta Andrén-Rasmuson, född Andrén den 31 juli 1913 i Engelbrekts församling, Stockholm, död den 13 juli 2000 i Ystad, Malmöhus län, var en svensk författare av barn- och ungdomslitteratur, däribland titlarna Solen skiner och det regnar (1936), Månen lyser och det snöar (1937) och Barnen i Viller-vallan (1940). Andrén-Rasmuson var även verksam som kulturskribent i bland annat Norrtelje Tidning och Ystads Allehanda.